# L'Olimpiade (Vivaldi)
L'Olimpiade (RV 725) è un'opera di Antonio Vivaldi rappresentata nel 1734 e basata sull'omonimo libretto di Pietro Metastasio, messo in musica per la prima volta, l'anno precedente, da Antonio Caldara.

## Genesi dell'opera
A pochissimi mesi dal debutto dell'opera di Caldara a Vienna avvenuto per la precisione il 28 agosto 1733, il libretto di Metastasio ottenne un'eco immediata e un successo durevole concretizzatosi in decine di adattamenti nel corso dei decenni avvenire: quello di Vivaldi fu il secondo avvenuto in Italia (il primo era stato il 'pasticcio' curato da Pier Giuseppe Sandoni a Genova nel dicembre del 1733).
Alle prese con il testo metastiano, da mettere in scena per il Teatro Sant'Angelo, per cui aveva appena composto Motezuma andato in scena nell'autunno dello stesso anno, Vivaldi non mise in musica ben nove arie del libretto originario (tagliate probabilmente di comune accordo con l'adattatore del testo, Bartolomeo Vitturi), le quali furono in parte sostituite da arie provenienti da altri lavori del veneziano. Si ignora l'accoglienza ricevuta dall'opera vivaldiana ed è tuttora incerto se essa abbia avuto delle riprese, alcune avvenute forse a Ferrara nel 1736; sussistono dubbi sulla paternità di un'Olimpiade rappresentata al Teatro San Giovanni Grisostomo di Venezia nel 1738, trattandosi probabilmente della versione di Pergolesi, rappresentata con l'interpolazione di arie di diversa provenienza..
La prima esecuzione in tempi moderni, pur in forma di concerto, avvenne al Teatro dei Rozzi di Siena, organizzata dall'Accademia Musicale Chigiana nel 1939. Di quest'opera tuttavia abbondano più incisioni discografiche che rappresentazioni in forma scenica: nel 2020 è stata messa in scena al Teatro Olimpico di Vicenza, sia pure in una versione ridotta e adattata nel quadro della  pandemia di Covid-19.

## Cast della prima assoluta
| Personaggio | Tipologia vocale | Interpreti                |
| ----------- | ---------------- | ------------------------- |
| Clistene    | tenore           | Marc'Antonio Mareschi     |
| Aristea     | contralto        | Anna Caterina Della Parte |
| Argene      | contralto        | Marta Arrigoni            |
| Megacle     | soprano castrato | Francesco Bilancioni      |
| Licida      | contralto        | Angiola Zanucchi          |
| Aminta      | soprano castrato | Marianino Nicolini        |
| Alcandro    | basso            | Massimiliano Miller       |

## Struttura musicale
- Sinfonia

Atto primo
- 1 Aria Superbo di me stesso (Megacle)
- 2 Aria Quel destrier che all'albergo è vicino (Licida)
- 3 Aria Il fidarsi della speme (Aminta)
- 4 Coro O care selve
- 5 Aria Del destin non vi lagnate (Clistene)
- 6 Aria È troppo spietato (Aristea)
- 7 Aria Più non si trovano (Argene)
- 8 Aria Mentre dormi Amor fomenti (Licida)
- 9 Duetto Ne' giorni tuoi felici (Megacle, Aristea)

Atto 2
- 10 Aria Se tu sprezzar pretendi (Alcandro)
- 11 Aria Sta piangendo la tortorella (Aristea)
- 12 Aria Per que' tanti suoi sospiri (Argene)
- 13 Aria Siam navi all'onde algenti (Aminta)
- 14 Coro Del forte Licida
- 15 Aria Qual serpe tortuosa (Clistene)
- 16 Aria Se cerca, se dice (Megacle)
- 17 Aria Tu me da me dividi (Aristea)
- 18 Aria Gemo in un punto, e fremo (Licida)

Atto 3
- 19 Aria Sciagurato in braccio a morte (Alcandro)
- 20 Aria Caro son tua così (Aristea)
- 21 Aria Lo seguitai felice (Megacle)
- 22 Aria Per salvar quell'alma ingrata (Argene)
- 23 Aria Son qual per mare ignoto (Aminta)
- 24 Coro I tuoi strali terror de' mortali
- 25 Aria Non so donde viene (Clistene)
- 26 Coro e Recitativo accompagnato I tuoi strali - O degli uomini padre (Clistene)
- 27 Coro Viva il figlio delinquente

Del testo metastasiano, Vivaldi non mette in musica l'aria di Argene No, la speranza (Atto II, Scena XII). Le arie numero 6, 11, 12, 15 e 22 sostituiscono le originali; ad Aminta è aggiunta l'aria n. 3, e ad Alcandro, l'unico personaggio ad essere sprovvisto di arie, vengono riservate due arie, assenti dall'originale testo di Metastasio.

## Incisioni discografiche
| Anno | Cast (Megacle, Licida, Aristea, Argene)                                 | Direttore            | Etichetta     |
| ---- | ----------------------------------------------------------------------- | -------------------- | ------------- |
| 1977 | Jozsef Hormai-Horvath, Lajos Miller, Klára Takács, Mária Zempléni       | Ferenc Szekeres      | Hungaroton    |
| 1990 | Mieke van der Sluys, Gérard Lesne, Lucia Neeuwsen, Elisabeth von Magnus | René Clemencic       | Nuova Era     |
| 2002 | Roberta Invernizzi, Sara Mingardo, Sonia Prina Marianna Kulikova        | Rinaldo Alessandrini | Naïve Records |